# Cryptotermes cynocephalus
Cryptotermes cynocephalus är en termitart som beskrevs av Light 1921. Cryptotermes cynocephalus ingår i släktet Cryptotermes och familjen Kalotermitidae. Inga underarter finns listade i Catalogue of Life.